# 2209 Tianjin
2209 Tianjin è un asteroide della fascia principale del diametro medio di circa 16,44 km. Scoperto nel 1978, presenta un'orbita caratterizzata da un semiasse maggiore pari a 2,8459072 UA e da un'eccentricità di 0,0662406, inclinata di 2,61102° rispetto all'eclittica.
L'asteroide è dedicato all'omonima metropoli cinese nota in italiano come Tientsin.